# Phrynobatrachus anotis
Phrynobatrachus anotis is een kikker uit de familie Phrynobatrachidae en het geslacht Phrynobatrachus. De soort werd voor het eerst wetenschappelijk beschreven door Karl Patterson Schmidt en Robert Frederick Inger in 1959.
De soort komt endemisch voor in Congo-Kinshasa. Er is nog geen Nederlandse naam voor de soort. De natuurlijke habitat van Phrynobatrachus anotis is niet bekend.